# رانی لیست
رانی لیست (به بلغاری: Rani list) یک منطقهٔ مسکونی در بلغارستان است که در شهرستان کاردژالی واقع شده‌است.